# Kanton Chasseneuil-du-Poitou
Der Kanton Chasseneuil-du-Poitou ist seit 2015 ein französischer Wahlkreis im Arrondissement Poitiers, im Département Vienne und in der Region Nouvelle-Aquitaine; sein Hauptort ist Chasseneuil-du-Poitou.

## Gemeinden
Der Kanton besteht aus 13 Gemeinden mit insgesamt 23.337 Einwohnern (Stand: 1. Januar 2022) auf einer Gesamtfläche von 260,77 km²:
| Gemeinde                     | Einwohner 1. Januar 2022 | Fläche km² | Dichte Einw./km² | Code INSEE | Postleitzahl |
| ---------------------------- | ------------------------ | ---------- | ---------------- | ---------- | ------------ |
| Bignoux                      | 1.083                    | 14,52      | 75               | 86028      | 86800        |
| Bonnes                       | 1.686                    | 34,28      | 49               | 86031      | 86800        |
| Chasseneuil-du-Poitou        | 4.776                    | 17,61      | 271              | 86062      | 86360        |
| Jardres                      | 1.250                    | 20,74      | 60               | 86114      | 86800        |
| La Chapelle-Moulière         | 730                      | 17,11      | 43               | 86058      | 86210        |
| Lavoux                       | 1.179                    | 15,03      | 78               | 86124      | 86800        |
| Liniers                      | 586                      | 16,19      | 36               | 86135      | 86800        |
| Montamisé                    | 3.710                    | 31,71      | 117              | 86163      | 86360        |
| Pouillé                      | 731                      | 13,96      | 52               | 86198      | 86800        |
| Saint-Julien-l’Ars           | 2.871                    | 18,46      | 156              | 86226      | 86800        |
| Savigny-Lévescault           | 1.247                    | 22,14      | 56               | 86256      | 86800        |
| Sèvres-Anxaumont             | 2.354                    | 15,49      | 152              | 86261      | 86800        |
| Tercé                        | 1.134                    | 23,53      | 48               | 86268      | 86800        |
| Kanton Chasseneuil-du-Poitou | 23.337                   | 260,77     | 89               | 8601       | –            |